# Śląsk Wrocław w europejskich pucharach sezon 1992/1993
Śląsk Wrocław w europejskich pucharach w sezonie 1992/1993 wystąpił w rozgrywkach Pucharu Europy (dzisiejsza Euroliga), gdzie odpadł w II rundzie, trafiając tym samym do Pucharu Saporty.
Możliwość gry na europejskiej arenie dało Śląskowi mistrzostwo Polski zdobyte w sezonie 1991/92.

## Puchar Europy

### I runda
| 16 września 1992 | Dinamo Tbilisi                                                                                                | 61:93(31:65, 54:59) | Śląsk Wrocław | Wrocław Widzów: 500 Sędzia: Zdeněk Šantrůček (CZE), Wolfgang Ockert (NIE) |
| 16 września 1992 | Pkt: Irakli Waszakidze 34, Guela Darsadze 23 Zb: Dawid Daouczwili 7 Ast: Irakli Weszakidze, Dawid Tortladze 5 | 61:93(31:65, 54:59) | Pkt: Keith Williams 30, Jerzy Kołodziejczak 23, Andrzej Wierzgacz 20 Zb: Jarosław Zyskowski 12, Keith Williams 10, Jerzy Kołodziejczak 8 Ast: Keith Williams 16 | Wrocław Widzów: 500 Sędzia: Zdeněk Šantrůček (CZE), Wolfgang Ockert (NIE) |

| 17 września 1992 | Śląsk Wrocław | 113:95(56:43, 57:52) | Dinamo Tbilisi                                                                                                | Wrocław Widzów: 500 Sędzia: Zdeněk Šantrůček (CZE), Wolfgang Ockert (NIE) |
| 17 września 1992 | Pkt: Keith Williams 38, Jerzy Kołodziejczak 21, Dariusz Parzeński 16 Zb: Radosław Czerniak 9, Keith Williams 5 Ast: Keith Williams 11 | 113:95(56:43, 57:52) | Pkt: Irakli Waszakidze 34, Guela Darsadze 23 Zb: Dawid Daouchvili 7 Ast: Irakli Weszakidze, Dawid Tortladze 5 | Wrocław Widzów: 500 Sędzia: Zdeněk Šantrůček (CZE), Wolfgang Ockert (NIE) |

- W zespole Dinamo Tbilisi znajdowali się Kacha Szengelija i Wladimer Stepania. Pierwszy kilka lat później przez sezon będzie występował w Śląsku, drugi na przełomie lat 90. i dwutysięcznych grał w kilku klubach NBA. Obaj we Wrocławiu (oba spotkania rozegrano w Polsce) nie zagrali w żadnym spotkaniu.

#### Pozostałe mecze
- CSKA Sofia - Partizan Tirana (I mecz: 107-75, II: 125-58)
- Erpet Praga - Universitatea Cluj (85-59, 103-87)
- KK ZTE Zalagerszeg - Budiwelnik Kijów (79-86, 75-99)
- Bayer Leverkusen - SC Keflavik (130-100, 126-91)
- PAOK Saloniki - AEK Larnaka (104-61, 107-69)
- KK Olimpija - Żalgiris Kowno (74-80, 103-89)
- BK Kalev Tallin - Guildford Kings (80-75, 73-79)
- Benetton Fryburg - Efes Pilsen SK (59-91, 64-83)
- Basket Wiedeń - NMKY Helsinki (63-95, 65-89)
- Hans Verkerk Keukens - CSKA Moskwa (94-95, 74-79)
- SL Benfica - BBC Etzella Ettelbruck (113-72, 105-58)
- WATCO Antwerpia - Astra Basket Södertälje (93-86, 97-83)

### II runda
| 1 października 1992 | Śląsk Wrocław | 72:91(41:51, 31:40) | Scavolini Pesaro | Wrocław Widzów: 3 500 Sędzia: Karel Bruna (CZE), Boris Schmidt (NIE) |
| 1 października 1992 | Pkt: Keith Williams 21, Jerzy Kołodziejczak 12, Radosław Czerniak 12 Zb: Jarosław Zyskowski 6, Keith Williams 4 Ast: Keith Williams 6, Radosław Czerniak 4 | 72:91(41:51, 31:40) | Pkt: Henry James 24, Carlton Myers 16, Matteo Panichi 12 Zb: Ario Costa, Domenico Zampolini, Alessandro Boni 8 Ast: Henry James 5, Matteo Panichi 3 | Wrocław Widzów: 3 500 Sędzia: Karel Bruna (CZE), Boris Schmidt (NIE) |

| 8 października 1992 | Scavolini Pesaro | 104:82(56:43, 57:52) | Śląsk Wrocław | Pesaro Widzów: 3 500 Sędzia: Fabrice Saint-Aubert (FRA), Bart Van de Graaf (HOL) |
| 8 października 1992 | Pkt: Henry James 20, Carlton Myers 15, Walter Magnifico 14 Zb: Haywood Workman 8, Ario Costa, Henry James 6 Ast: Walter Magnifico, Haywood Workman 2 | 104:82(56:43, 57:52) | Pkt: Keith Williams 34, Jerzy Kołodziejczak 13, Dariusz Parzeński 10 Zb: Jarosław Zyskowski 10, Keith Williams 6, Dariusz Parzeński 5 Ast: Keith Williams 3, Radosław Czerniak, Jarosław Zyskowski 1 | Pesaro Widzów: 3 500 Sędzia: Fabrice Saint-Aubert (FRA), Bart Van de Graaf (HOL) |

- w Scavolini grał Carlton Myers - urodzony w Anglii, a pochodzący z Saint Vincent i Grenadyny, włoski rzucający obrońca, który w latach 1997-1999 został kolejno wice- i mistrzem Europy.

#### Pozostałe mecze
- Real Madryt - CSKA Sofia (I mecz: 103-73, II: 97-78)
- Erpet Praga - Estudiantes Madryt (84-99, 68-76)
- Kinder Bolonia - Budiwelnik Kijów (114-80, 96-85)
- Bayer Leverkusen - Broceni Ryga (126:103, 119:88)
- PAOK Saloniki - KK Crvena Zvezda (2-0, 2-0)[5]
- Olympiakos Pireus - KK Olimpija (88-85, 88-81)
- CSP Limoges - Guildford Kings (72-72, 71-57)
- EB Pau-Orthez - Efes Pilsen SK (67-65, 64-55)
- KK Cibona - NMKY Helsinki (83-87, 109-88)
- KK Zadar - CSKA Moskwa (86-95, 88-78)
- SL Benfica - Maccabi Tel Awiw (75-89, 81-100)
- WATCO Antwerpia - Hapoel Tel Awiw (80-88, 90-78)

Po odpanięciu z Pucharu Europy Śląsk trafił do rozgrywek Pucharu Saporty. Tutaj przeciwnikiem był grecki Aris Saloniki, w barwach którego występowali Panagiotis Giannakis - jako reprezentant Grecji mistrz i wicemistrz Europy, i Roy James Tarpley, który w 1986 roku został wybrany z numerem siódmym w drafcie NBA przez Dallas Mavericks, a w sezonie 1987/88 został uznany po rundzie zasadniczej najlepszym rezerwowym.
W pierwszym spotkaniu, rozegranym 27 października 1992 roku we Wrocławiu przy 4,5 tysiącach widzów, Aris wygrał 90:80, aż 55 punktów zdobyła dwójka Giannakis-Tarpley (pierwszy rzucił 20, drugi - 35 pkt). Wśród graczy Śląska najlepszym zawodnikiem był Amerykanin Keith Williams, autor 29 punktów. W rewanżu, rozegranym 3 listopada w Salonikach przy 3 tysiącach widzów, Aris ponownie był lepszy, tym razem 102:75.